# Diamante Negro (Banda)

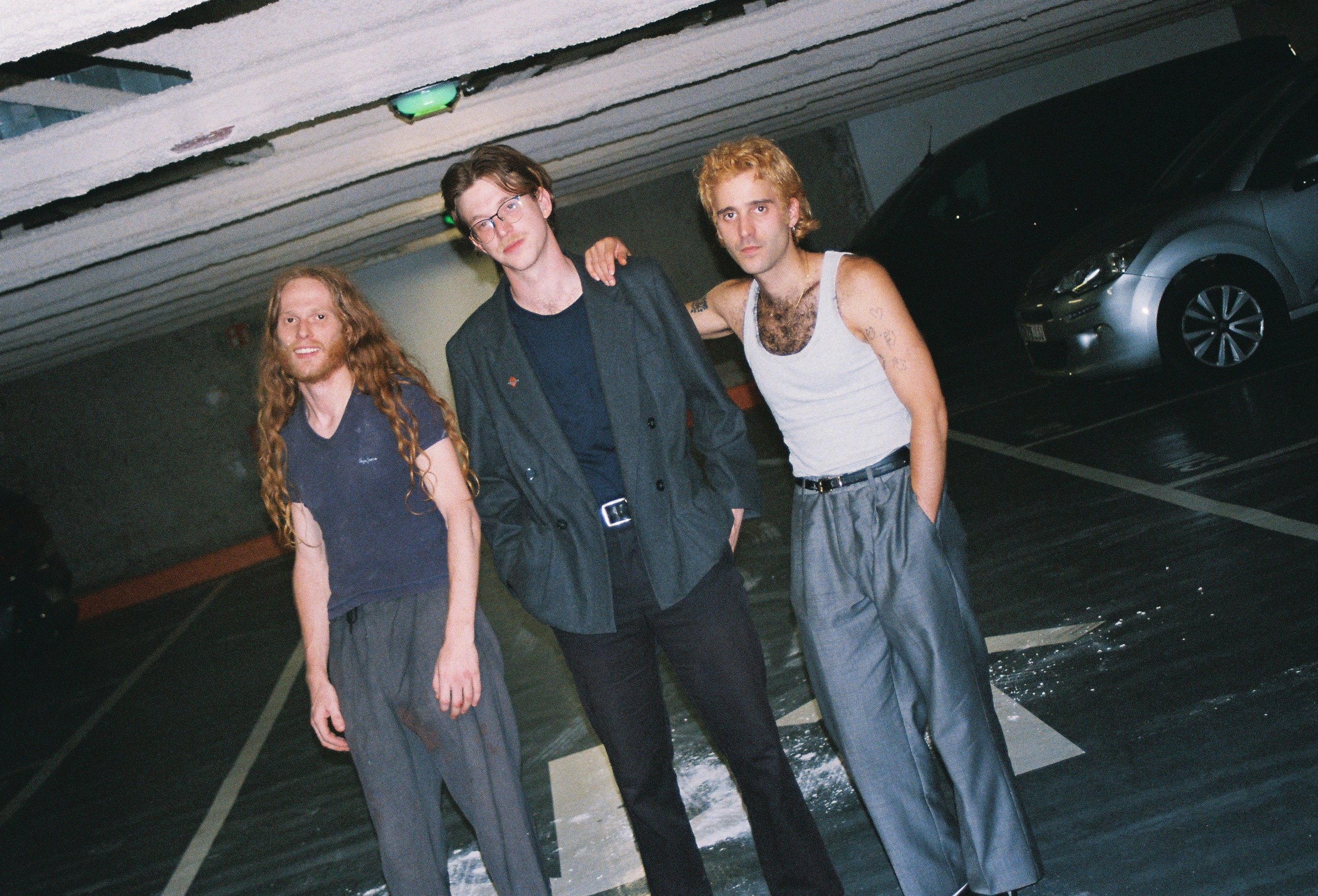
La banda de Barcelona Diamante Negro en Madrid en 2025.

Diamante Negro es un grupo musical de Barcelona, activo desde 2018. El trío se autoproduce desde 2019 y ha publicado tres EPs y dos álbumes de estudio, además de ediciones en vinilo, cassette y CD.

## Historia
El proyecto surge en Barcelona en 2018 y se consolida en 2019 con un enfoque de autoproducción y estética DIY. Sus canciones —de corte urgente y melódico— se han presentado en giras por más de diez comunidades en España y en varias fechas en Francia.

## Estilo e influencias
La banda combina guitarras de espíritu punk con melodías pop y letras en castellano.

## Discografía
Álbumes de estudio
- Deseo querer (2021)[4]
- La Náusea (2024)[5]

EPs
- Mercurio retrógrado (2019)[6]
- Cortes (2020)[7]

## Giras y actuaciones destacadas
Durante 2024 tocaron en salas y festivales como Fàbrica Moritz (BCN), Sound Isidro (Madrid) y Primavera Sound (Barcelona), entre otros.  
La gira 2025 incluye, entre otras, Upload (Barcelona), Siroco (Madrid) y fechas en Marsella y Toulon.

## Recepción
La Náusea ha recibido cobertura en diversos medios de comunicación especializados:  
- Rockdelux lo reseñó el 10 de julio de 2024.[3]
- El Periódico publicó el 14 de julio de 2024 el artículo El vómito creativo de Diamante Negro: “Más que nunca, el dinero es hoy una barrera para la actividad artística”.[10]
- Free Rockin’ Magazine, el 23 de septiembre de 2024, lo describió como "sacudida de pop y punk para una generación perdida".[11]
- MondoSonoro destacó el sencillo “Si estás aquí” como adelanto del disco.[12]
- El Mundo de Tulsa y Nuevas Frecuencias también han reseñado su trabajo.[5][13]

## Integrantes
- Benoît García – voz, bajo y guitarra
- Lucas Méndez – guitarra y bajo
- Pol Folguera – batería[14]

## Historia
Diamante Negro es un grupo musical de Barcelona formado en 2018 por Benoît García, Lucas Méndez y Pol Folguera. Publicaron los EPs Mercurio retrógrado (2019) y Cortes (2020). En 2021 lanzaron su primer álbum, Deseo querer, y en 2024 su segundo LP, La Náusea, que recibió críticas positivas en la prensa especializada.

## Estilo e influencias
La crítica ha descrito su sonido como una mezcla de pop y punk de guitarras con letras en español, enmarcado dentro de la escena underground barcelonesa. 

## Discografía
Álbumes de estudio
- Deseo querer (2021)[21]
- La Náusea (2024)[22]

EPs
- Mercurio retrógrado (2019)[15]
- Cortes (2020)[16]

## Formación
- Benoît García – voz, bajo y guitarra
- Lucas Méndez – guitarra y bajo
- Pol Folguera – batería[15]